# Seyhan Kurt
Seyhan Kurt (sinh ngày 16 tháng 12 năm 1971 tại Pháp) là một nhà văn, nhà xã hội học và nhà nhân chủng học người Pháp gốc Thổ Nhĩ Kỳ.

## Tiểu sử
Ông sinh ra ở xã Bourgoin-Jallieu, Grenoble, Pháp. Ông đã học tại trường Jean Jaurès ở Lyon, học hội họa ở Pháp, kịch nghệ và lịch sử nghệ thuật ở Izmir, học ngôn ngữ và văn học Pháp, xã hội học và nhân chủng học. Ông tốt nghiệp Đại học Selçuk, khoa xã hội học. Năm 1992 và 1993, ông đã trưng bày các bức tranh của mình theo phong cách trừu tượng và kỹ thuật sơn dầu trong hai cuộc triển lãm cá nhân tại Phòng trưng bày mỹ thuật bang Mersin. Ông đã tiến hành nghiên cứu về kiến trúc và văn hóa đô thị ở Ý và Hy Lạp. Ông đã được nhận bằng thạc sĩ tại Đại học Ankara, khoa ngôn ngữ, lịch sử và địa lý, khoa nhân chủng học. Vào năm 2020, ông đã biên tập Falih Rıfkı Atay's Coast of Taymis (1934), một bài phân tích chính trị, xã hội học và nhân chủng học về những quan sát của ông trong chuyến du lịch ở Anh và châu Âu.
Trong cuốn sách From Household to Home State, xuất bản năm 2021, do İletişim Publication xuất bản, ông nhấn mạnh tầm quan trọng của không chỉ kiến trúc, mà còn của các ngành như nhân chủng học và xã hội học, xem xét các thông lệ, quy định và hiện tượng tiêu dùng hàng ngày khi giải quyết khái niệm về "Ngôi nhà Thổ Nhĩ Kỳ". Trong cuốn sách này, ông đã xem xét kiến trúc, cuộc sống hàng ngày và cách sắp xếp của ngôi nhà Thổ Nhĩ Kỳ từ thế kỷ 19 cho đến ngày nay. Về cuốn sách này, nhà báo Işın Eliçin đã phỏng vấn Seyhan Kurt trên kênh Medyascope. Cuốn sách của ông đã được giới thiệu bởi một bài báo trên tạp chí (The Review of Life Studies) ở Tokyo bởi Ahmet Testici.
Trong nghiên cứu của mình, ông đã áp dụng một phương pháp liên ngành bằng cách sử dụng các lĩnh vực khác nhau từ điện ảnh Thổ Nhĩ Kỳ đến văn hóa truyền miệng. Từ năm 1990 đến 2017, một số bài thơ của ông đã được dịch sang tiếng Pháp, Anh, Đức, Hy Lạp và Estonia.